# Caracica, Ismail
Caracica (în ucraineană Мирне, transliterat: Mîrne) este un sat în comuna Vâlcov din raionul Ismail, regiunea Odesa, Ucraina.

## Demografie
Componența lingvistică a comunei Caracica
     Rusă (78,68%)
     Ucraineană (19,25%)
     Română (1,16%)
     Alte limbi (0,45%)
Conform recensământului din 2001, majoritatea populației comunei Caracica era vorbitoare de rusă (78,68%), existând în minoritate și vorbitori de ucraineană (19,25%) și română (1,16%).